# Mąka owsiana
Mąka owsiana, rodzaj mąki o lekko orzechowym smaku, produkowanej z ziaren owsa, łącznie z otrębami. Wytwarzana jest także mąka z mielenia ziaren łuszczonych, pozbawionych częściowo otrębów.  

## Właściwości odżywcze

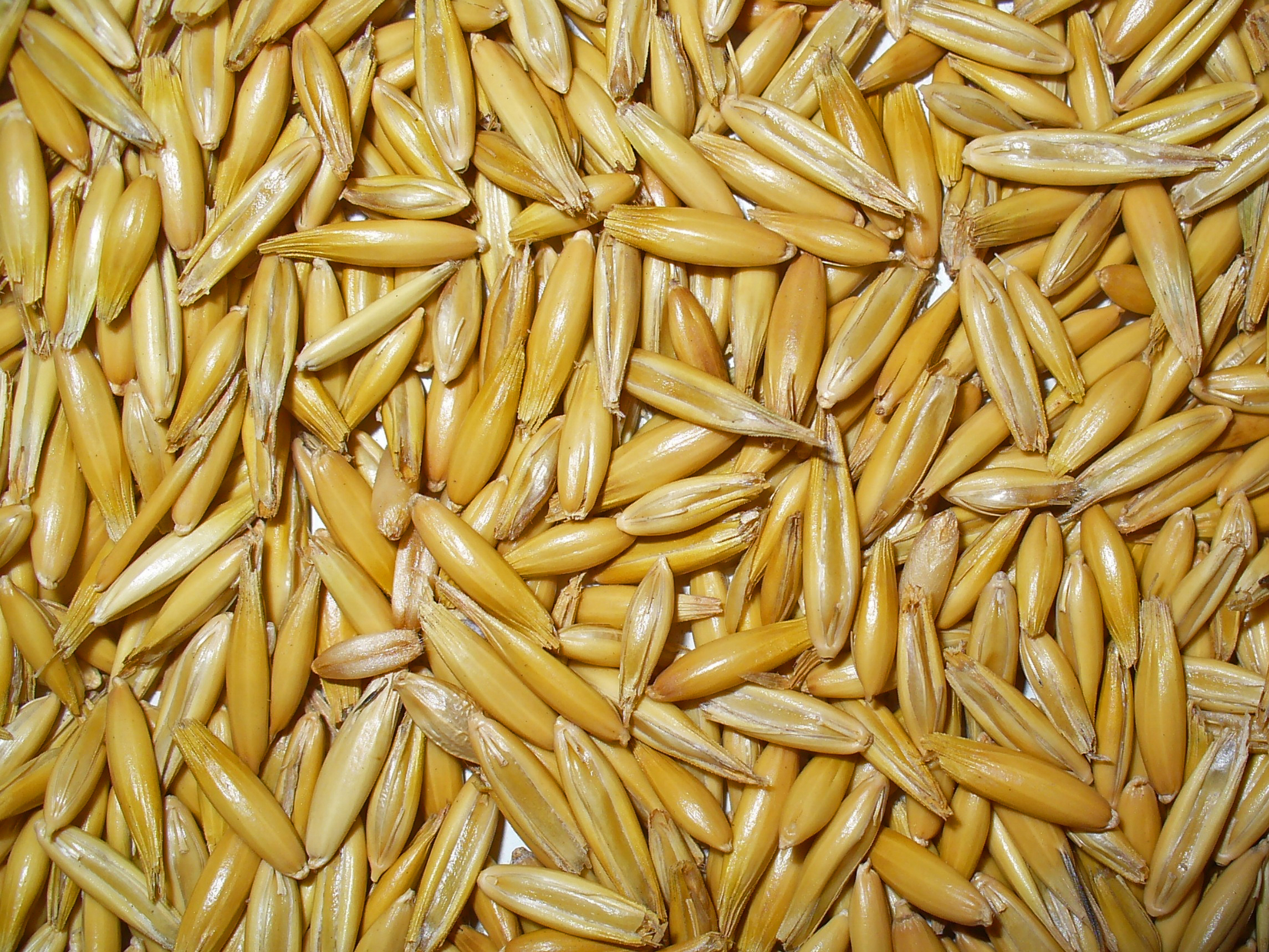
Niełuskane ziarno owsa

Mąka została uznana za produkt bezglutenowy, jednak zawiera inny typ białka - aweninę, która jest czynnikiem alergizującym. Jej zawartość w mące wynosi około 1%, zatem nie jest zalecana dla osób chorujące na celiakię i z uczuleniem na aweninę. Zawiera więcej lizyny, argininy, waliny, alaniny, glicyny i tyrozyny w porównaniu z innymi mąkami. Posiada witaminy z grupy B (B1, B2, B6), witaminy: D, E, K, kwas foliowy a także minerały: jak wapń, magnez, żelazo, fosfor, cynk, obecne są też śladowe ilości krzemu i potasu. 100 gramów mąki zawiera: 404 kcal (1690 kJ), 65,7 gramów węglowodanów, 14,7 gramów białka, 9,12 gramów tłuszczów i 6,5 gramów błonnika pokarmowego.

## Zastosowanie kulinarne
Używana do: wypieku chleba bez zakwasu, różnego rodzaju bułek, ciast, ciastek, babeczek, smażenia naleśników i placków, do zagęszczania sosów, gulaszy, zup. W kuchni rosyjskiej, litewskiej, Kresów Wschodnich i polskiej do sporządzania kisieli. Na Podhalu do pieczenia regionalnych moskoli, na Spiszu jeszcze do pierwszej wojny światowej pieczono z niej chleb. Górale sporządzali z niej też tzw. bryję, która była podawana głównie na śniadanie i kolację. Przygotowywano też potrawę zwaną macianką, gęstą zbrązowioną zasmażkę zrobioną na słoninie, podawaną z chlebem. W Bieszczadach są smażone fuczki placki  z mąki owsianej i kiszonej kapusty, oraz gotowana kisełycia, gęsta postna zupa z zakwaszonej mąki owsianej, są to potrawy pochodzące z tradycyjnej kuchni łemkowskiej. 
W Chinach używana jest do produkcji popularnych makaronów i pierożków, oraz w medycynie ludowej. W Europie, głównie Finowie i Norwegowie pieką popularny w tych krajach płaski chrupki chleb. 
Stosowana do produkcji kakao owsianego którego głównym składnikiem jest prażona mąka owsiana.

## W farmacji i kosmetyce
Mąka znajduje zastosowanie w branży farmaceutycznej i kosmetycznej jako składnik; szamponów, płynów do kąpieli, odżywek, maseczek oraz kremów. Amerykańska Agencja ds. Żywności i Leków (FDA), zarejestrowała mąkę jako środek chroniący skórę.

Przeczytaj ostrzeżenie dotyczące informacji medycznych i pokrewnych zamieszczonych w Wikipedii.